# Comberouger
 Comberouger  es una población y comuna francesa, en la región de Mediodía-Pirineos, departamento de Tarn y Garona, en el distrito de Montauban y cantón de Verdun-sur-Garonne.

## Demografía
| 220 | 185 | 165 | 171 | 204 | 225 |
| Para los censos de 1962 a 1999 la población legal corresponde a la población sin duplicidades (Fuente: INSEE [Consultar]) |     |     |     |     |     |

## Sitios y Monumentos

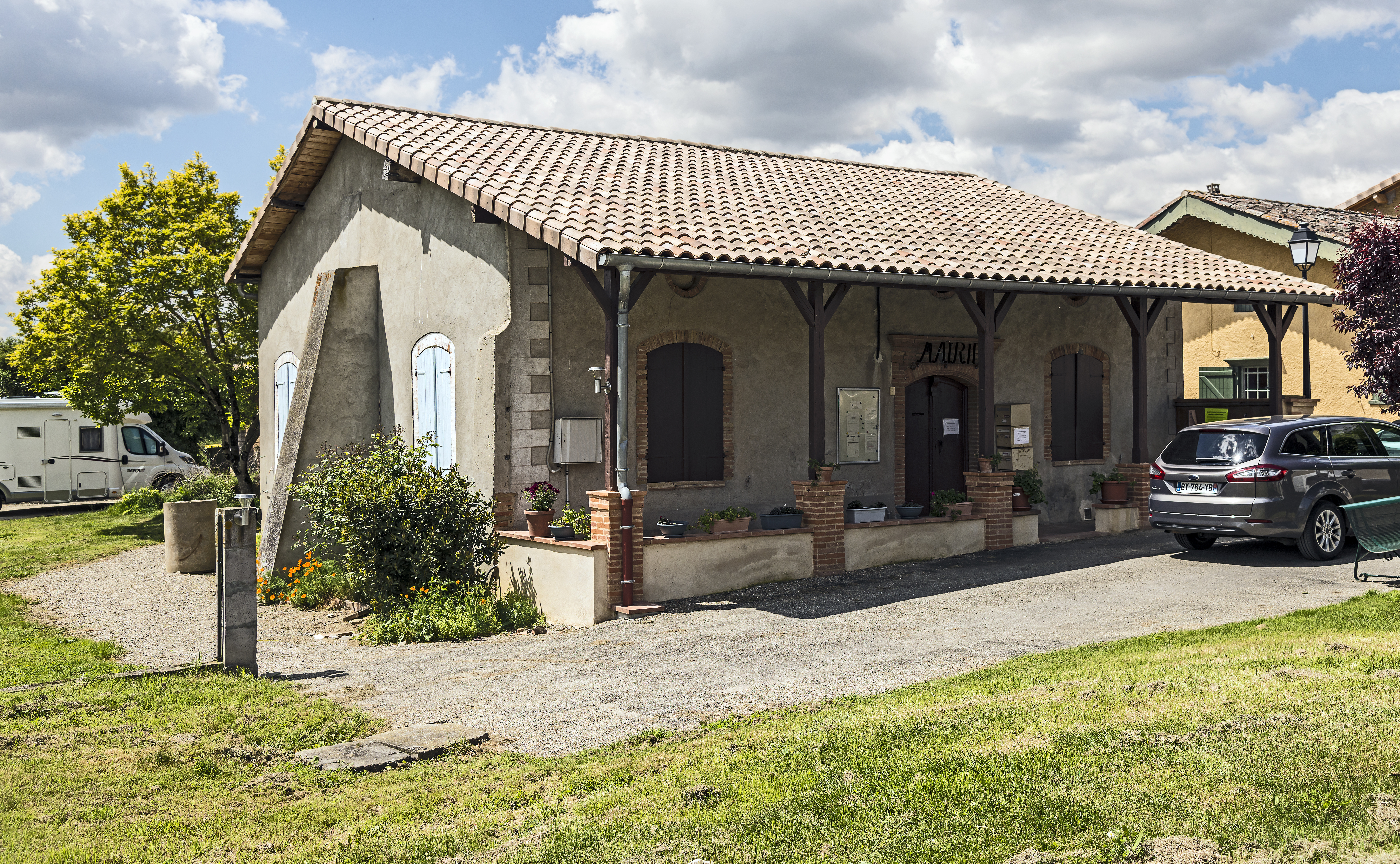
Ayuntamiento
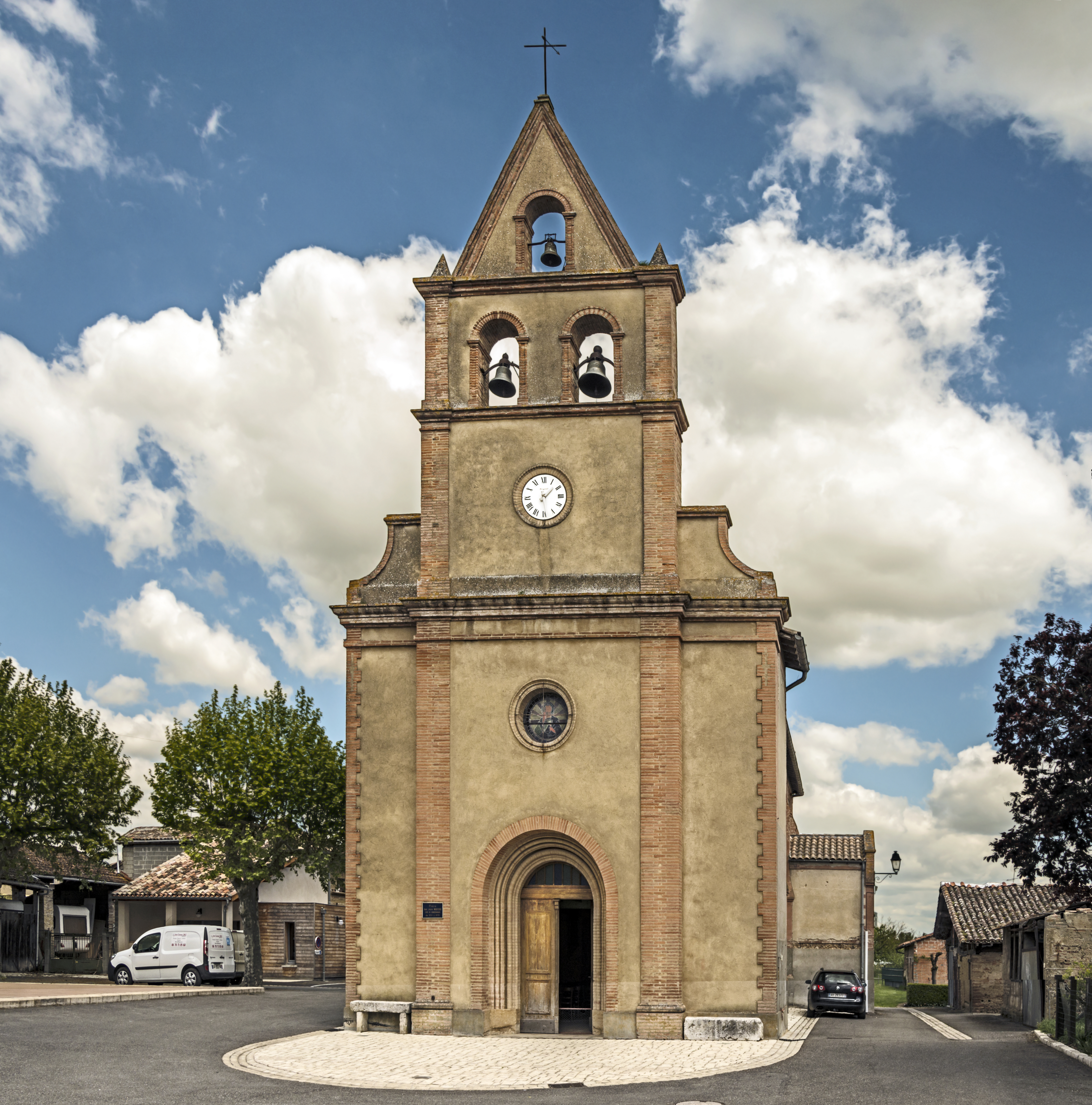
La iglesia
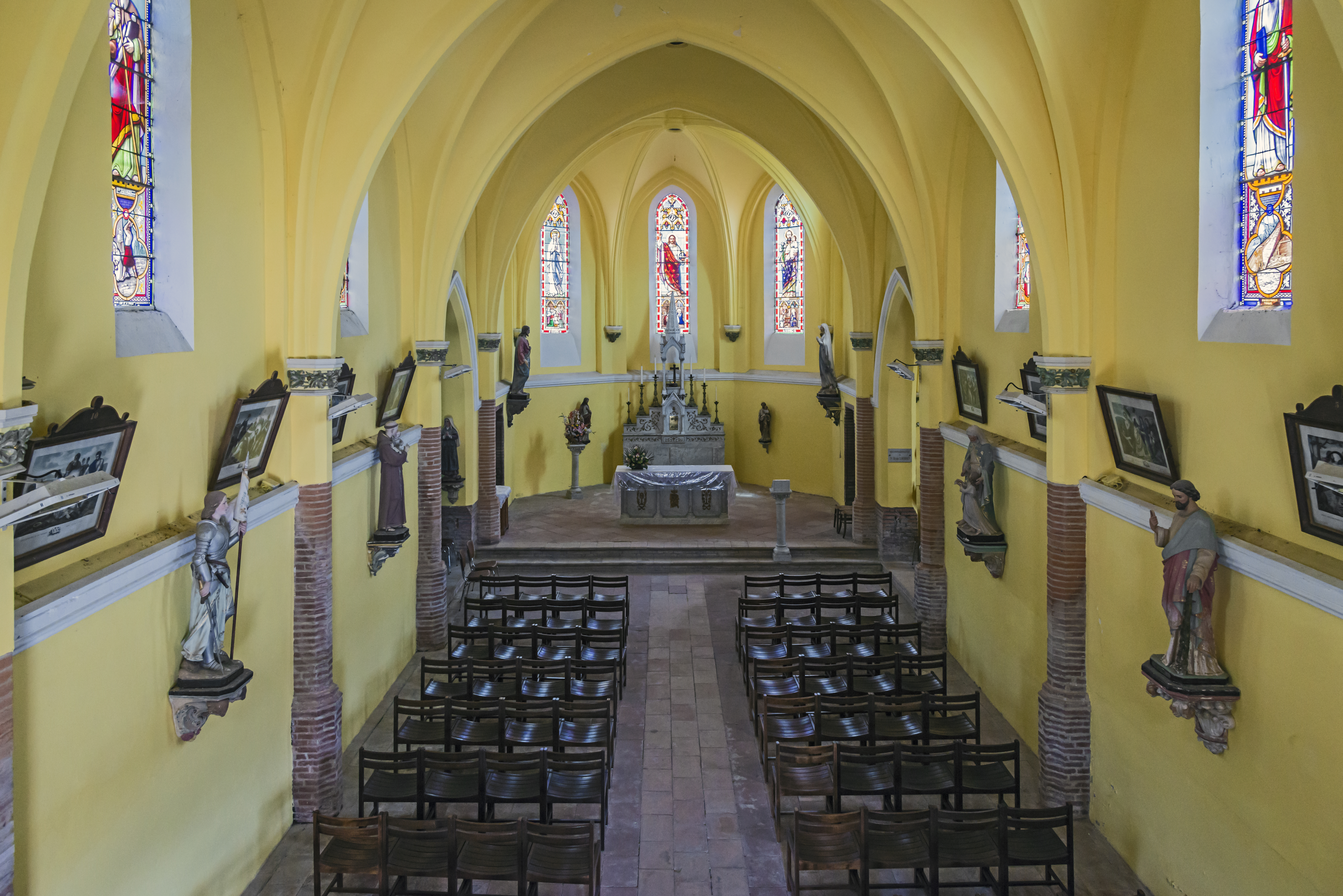
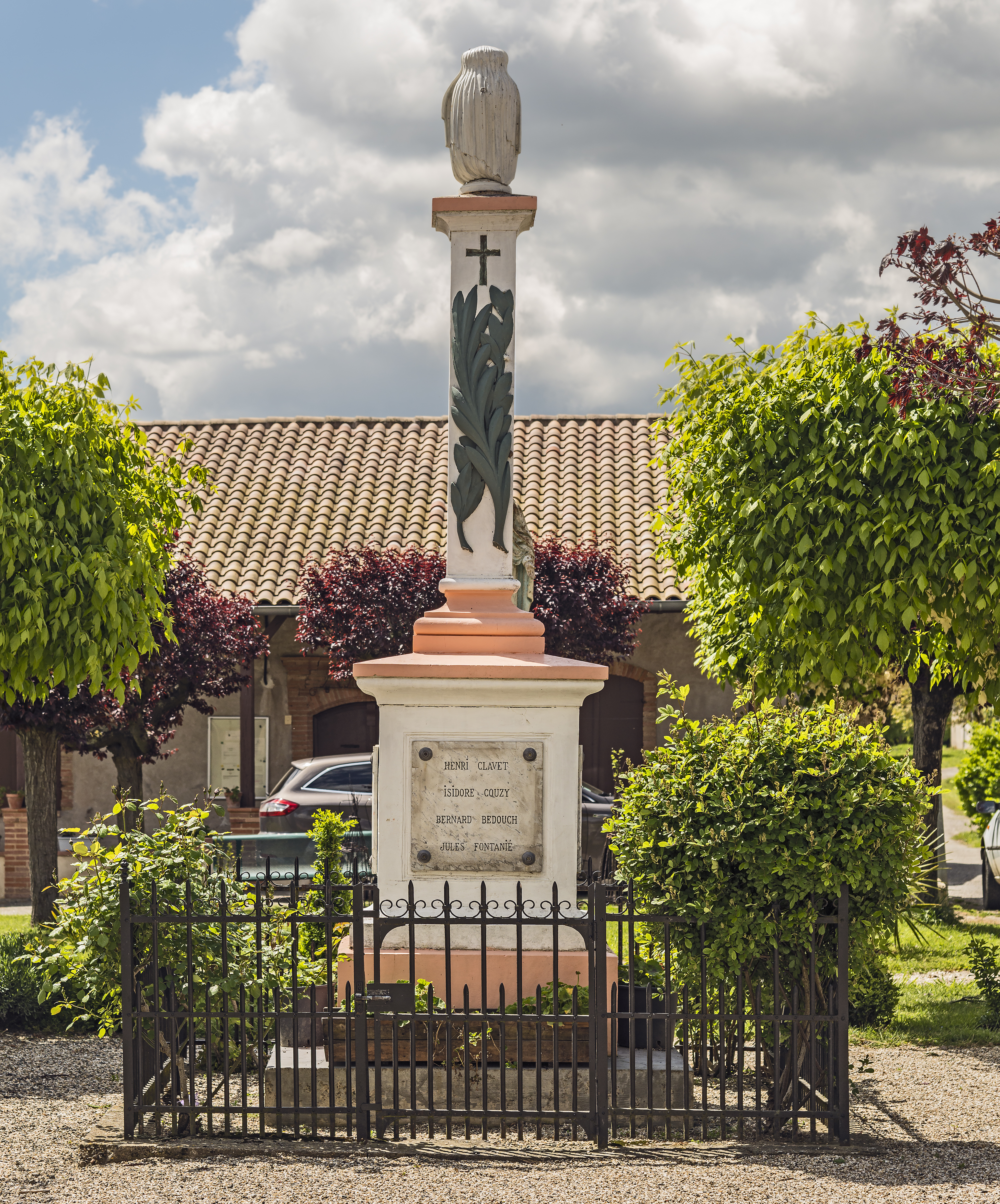
El monumento de la guerra